# Elecciones del Consejo Nacional de Administración de 1925
El 8 de febrero de 1925 tuvieron lugar las elecciones parciales del Consejo Nacional de Administración en donde se renovaron tres de los puestos del Consejo Nacional de Administración y se eligió el Colegio Electoral de Senadores para los departamentos de Rocha, Treinta y Tres, Rivera, Río Negro, Flores y Tacuarembó. Originalmente estas elecciones se iban a realizar el 30 de noviembre de 1924. Estas fueron las primeras elecciones en la historia de Uruguay realizadas bajo la superintendencia de la Corte Electoral como organismo de contralor de las instancias electorales del país.

## Resultados

### Consejo Nacional de Administración
| Partido político                                               | Partido político                   | Votos al partido | Porcentaje | Miembros obtenidos | Miembros totales |
| -------------------------------------------------------------- | ---------------------------------- | ---------------- | ---------- | ------------------ | ---------------- |
| Partido Nacional                                               | Partido Nacional                   | 119 255          | 49,3 %     | 2                  | 4                |
| Partido Colorado                                               | Partido Colorado Batllista         | 95 486           | 39,47 %    | 1                  | 5                |
| Partido Colorado                                               | Partido Colorado Gral Rivera       | 16 133           | 6,67 %     | 0                  | 5                |
| Partido Colorado                                               | Por la Pureza del Sufragio         | 2 818            | 1,16 %     | 0                  | 5                |
| Partido Colorado                                               | Unión Colorada de Durazno          | 1 038            | 0,43 %     | 0                  | 5                |
| Partido Colorado                                               | al lema                            | 43               | 0,02 %     | 0                  | 5                |
| Partido Colorado                                               | Total                              | 115 518          | 47,75 %    | 1                  | 5                |
| Partido Colorado Radical                                       | Partido Colorado Radical           | 7137             | 2,95 %     | 0                  | 0                |
| Total                                                          | Total                              | 241 910          | 100,00 %   | 3                  | 9                |
| Votantes Registrados/Participación                             | Votantes Registrados/Participación | 304 005          | 79,57 %    | 79,57 %            | 79,57 %          |
| Fuentes: Enciclopedia Electoral del Uruguay 1900-2010, Nohlen, |                                    |                  |            |                    |                  |

De los tres cargos a distribuir, dos iban al partido más votado y el restante al segundo más votado, para ejercer funciones en el período comprendido entre el 1 de marzo de 1925 y el 1 de marzo de 1931. Por el Partido Nacional resultaron elegidos como consejeros Luis Alberto de Herrera y Martín C. Martínez, mientras que por el restante cargo correspondiente al Partido Colorado resultó elegido Gabriel Terra. A pesar de esta victoria electoral para el Partido Nacional, a nivel general aún seguía siendo minoría en la integración del Consejo Nacional de Administración.

### Senadores
| Partido o lema        | Partido o lema             | Votos            | %                | Senadores obtenidos | Senadores totales | +/-              |
| --------------------- | -------------------------- | ---------------- | ---------------- | ------------------- | ----------------- | ---------------- |
| Partido Nacional      | Partido Nacional           | 20,744           | 53.76            | 5                   | 12                | +4               |
| Partido Colorado      | Partido Colorado Batllista | 15,815           | 40.99            | 1                   | 7                 | -4               |
| Partido Colorado      | Partido Colorado Radical   | 2,025            | 5.24             | 0                   | 0                 | 0                |
| Partido Colorado      | Total                      | 17,840           | 46.23            | 1                   | 7                 | -4               |
| Total                 | Total                      | 38,584           | 100.00           | 6                   | 19                | 0                |
| Fuente:               |                            |                  |                  |                     |                   |                  |
| Presidente del Senado |                            |                  |                  |                     |                   |                  |
| Titular               | Titular                    | Titular          | Titular          | Electo              | Electo            | Electo           |
| Duvimioso Terra       | Duvimioso Terra            | Duvimioso Terra  | Duvimioso Terra  | Duvimioso Terra     | Duvimioso Terra   | Duvimioso Terra  |
| Partido Colorado      | Partido Colorado           | Partido Colorado | Partido Colorado | Partido Colorado    | Partido Colorado  | Partido Colorado |